# Ингеборг Бугариновић
Ингеборг Бугариновић (Београд, 1953) српска је композиторка, виолинисткиња и педагог.

## Биографија
Ингеборг Бугариновић је рођена у Београду 1953. године. На Факултету музичке уметности у Београду дипломирала је студије композиције у класи Енрика Јосифа и виолине у класи Александра Павловића. Још као студент, освојила је Октобарску награду града Београда, а касније и признање Стеван Христић за најбољи дипломски рад, награду Међународног такмичења музичке омладине и Међународну награду Радио-телевизије у Струги. Говорећи о таленту Ингеборг Бугариновић, њен професор, Енрико Јосиф је навео да је „једна од најснажнијих и најцеловитијих личности млађе генерације коју је уочио". Њене композиције су извођене и снимане у Србији, Великој Британији, Белгији, Канади и Холандији. Тренутно живи у Канади и посвећена је компоновању и педагогији.

## Важнија дела
Опус ове уметнице обухвата дела за различите ансамбле, укључујући и циклус од девет кантата. Сачинила је и бројне транскрипције за репертоар београдског ансамбла Хор флаута, коме је посветила неколико остварења. Значајна дела:
- Чувари света, циклус песама за глас и клавир (1974)
- Соната за виолину и клавир (1976)
- Kонцерт за флауту, гудачки трио, чембало и ансамбл флаута (1977)
- Мадригал, за соло виолину (1978)
- Kонцерт за виолину и оркестар
- Соната за два виолончела (1979)
- Фрула, за хор флаута, гудачки квинтет, квинтет лимених дувача и харфу (1979)
- Смрт Црног Ђорђа, за ансамбл флаута (1980)
- Kорална фантазија, за хор флаута (1980)
- Соната за флауту и клавир
- Kонцерт за клавир, виолину и оркестар
- Вуков утук, триптих за тенор, баритон, флауте, виолину, виолу, виолончело, контрабас и звона
- Јутарње, кантата за солисте, хор и симфонијски оркестар